# 宇都宮市の地域内交通

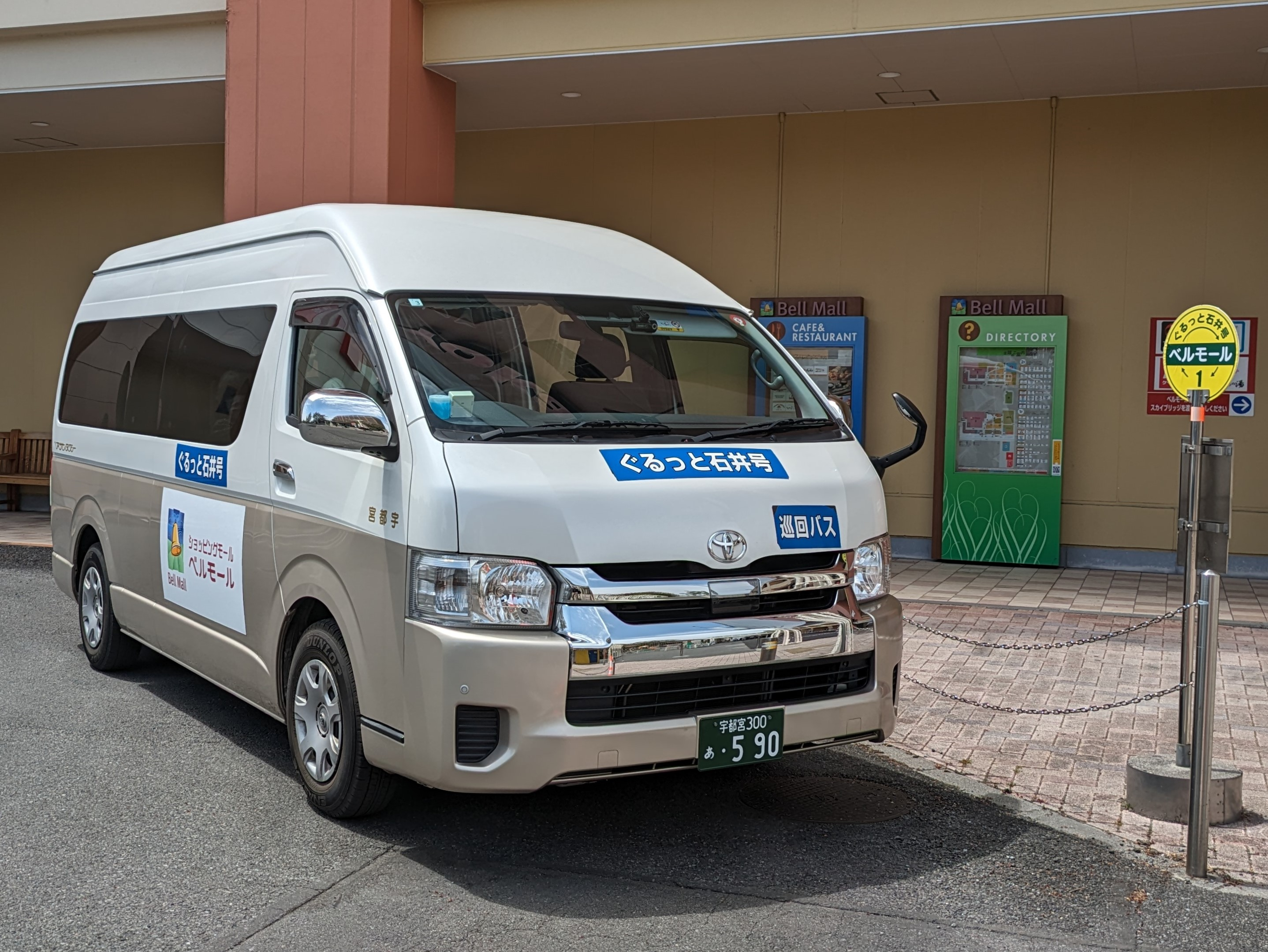
地域内交通「ぐるっと石井号」の車両と乗り場

宇都宮市の地域内交通（うつのみやしのちいきないこうつう）では、栃木県宇都宮市内の各地域で運行されているコミュニティバスや乗合タクシーについて説明する。これらは地域住民で運営し、市が支援を行う公共交通である。
なお本項では、宇都宮市内の路線バスの概況についても併せて記述する。

## 概説

### 宇都宮市内の路線バス網
JR宇都宮駅前および東武宇都宮駅前からは、市内および市外各地に向け路線バスが運行されている。大半の路線バスはJR宇都宮駅西口 - 馬場町・二荒山前 - 県庁前 - 東武駅前を経由する。また、その中心市街地周縁部を循環運転するコミュニティバス「きぶな号」は宇都宮駅・東武宇都宮駅と栃木県庁・宇都宮市役所を旧篠原家住宅、清巌寺、慈光寺、宇都宮城址公園などの市街地観光ルート経由で運行される。この他、宇都宮駅東口、雀宮駅などを起点とするバスも運行されている。
歴史的な経緯から、関東自動車（関東バス）の路線網が圧倒的に大きい。かつては東武バスが東京街道や栃木街道、楡木街道方面に多数の路線バスを運行していたが、東武宇都宮線と路線が重複するなどの要因で採算に見合わず関東バスに路線譲渡し宇都宮市から撤退し、また国鉄バスも市東部国道123号方面のバス路線(水都西線)で頻回運行していたが、ジェイアールバス関東宇都宮支店となって以降、利用者が少ない地域の路線規模を大幅縮小、利用者の多い清原台や光ヶ丘などのニュータウンを発着する便を中心とした運行形態に再編、地元の東野交通も人口減少の著しい県北方面の中山間地域地帯に至る路線の利用率低下を受けて、当該地域への路線数および便数を削減、人口も利用者も多いJR岡本駅周辺の新興住宅地や平出工業団地、市東部の新興住宅地や真岡市、益子町を発着する便を中心とした運行形態に再編して来た経緯がある。
平日のラッシュ時間帯は通勤・通学目的の利用客によって混雑し、特に朝や悪天候時においては朝の東京近郊の通勤電車のごとく混雑することが多い。また、中心市街地であるJR宇都宮駅西口 - 東武駅前区間においては、路線過密区間ということもあり平日朝 - 夕方にかけて約数秒 - 1分・5分ヘッドという超高頻度運転が行われている。
なお、宇都宮駅より東部（平石・清原及び芳賀郡芳賀町方面）へ向かうバス路線は、2023年8月26日の宇都宮ライトレール宇都宮芳賀ライトレール線（芳賀・宇都宮LRT）の開業に伴い、同路線の沿線にあたるため大きく再編され、真岡・益子方面へ向かう路線を除き、基本的に宇都宮駅からではなく宇都宮芳賀ライトレール線沿線に設けられた交通結節点「トランジットセンター」を起点とし周辺地域を結ぶ形態に改められ、沿線企業への通勤バスを含めて大きく再編された。

### 市の「生活交通確保プラン」策定と「地域内交通」の導入
宇都宮市では、超高齢社会や環境問題などに対応するため、従来の鉄道やバスに加え、2006年度（平成18年度）に策定した「生活交通確保プラン」に基づき、公共交通空白地域等において、新たに乗合タクシーなどを活用した「地域内交通」の導入に取り組み、様々な交通手段間の連携強化を図ることで、公共交通ネットワークの構築を目指している。
宇都宮市の各地域内交通は、宇都宮市が主導しての運行ではなく、宇都宮市内の各地域が住民の希望やニーズなどを把握した運営協議会を設置して運営し、宇都宮市は運行経費を支援する方式としている。
定時定路型の「清原さきがけ号」と「ぐるっと石井号」以外のデマンド型は、事前登録した各地域の住民のみしか利用できず、地域外在住の親族等を家族として同乗させるのも不可である。デマンド型共通事項として、利用は1回300円（地域外目的地によっては加算される場合もある）、日曜祝日と年末年始は運休となる。
宇都宮市長の佐藤栄一は全国市長会のシンポジウムにおいて、これらの取り組みを「それは地域の方々に『自ら乗る』という覚悟をもっていただきたいからです。公共交通は行政が上から押しつけると利用者がどんどん減っていき最後は運営できなくなるという顛末が待っています。」と述べ、行政主体のコミュニティバスではなく地域主体で地域内交通を運行することの重要性を強調している。

## 市内路線バスと地域内交通の交通系ICカードサービス
2021年3月21日から、栃木県内の関東自動車とJRバス関東の一般路線バスで地域連携ICカード「totra（トトラ）」が導入され、IC定期券や運賃の支払いが可能となった。SuicaやPASMOなどの全国相互利用が可能な交通系ICカードの利用も同日よりできるようになった。宇都宮芳賀ライトレール線においても開業時より対応している。
2022年9月1日より、地域内交通においても運賃の決済に路線バスと同様、交通系ICの利用が可能となった。なお、地域内交通の運営事業者は交通系ICを発行していないため、totraを利用したい場合はまず関東自動車、JRバス関東、宇都宮ライトレールの窓口で予め購入しておく必要がある。
また、totra利用者限定で次のようなサービスが提供されている。
交通ポイントサービス
totraで地域内交通に乗車すると、運賃利用額の2％分の交通ポイントが自動で付与される。溜まったポイントが運賃利用額を上回った場合自動で使用される。また、市内路線バスまたは宇都宮芳賀ライトレール線の電車への乗車と運賃の決済を行っても、ポイントが付与される。
地域内交通とバス・宇都宮ライトレールとの乗り継ぎ割引
totraで地域内交通と市内路線バスまたは、宇都宮芳賀ライトレール線の電車を乗り継ぐと、2乗車目の運賃から200円割引となる。2乗車目の運賃が200円未満の場合は無料になる。

### 市内路線バスの上限運賃制度
また、2021年6月30日からは宇都宮市内の一般路線バスで交通系ICカード利用における日中時間帯の運賃上限制度を開始した。「totra」などの交通系ICカードを使って日中に一般路線バスを利用すると、宇都宮市内であれば片道運賃の上限が400円となる制度である。 なお、小学生や身体・知的障がい者の運賃の上限は200円である。運賃上限制度はどの全国相互利用が可能な交通系ICカードで利用しても対象であるが、totra利用者においては先述した乗り継ぎ割引制度との併用が可能である。

下記の3つを満たすと、上限運賃制度が適用される。
1. 時間帯：毎日（土日祝休日含む）、午前9時～午後4時に適用になる。なお、降車の時間で判別する。（時刻表の到着時間が時間帯の範囲内であれば、遅延しても適用される。）
2. 区間：市内での乗り降り（宇都宮市域を超えた場合は、通常運賃となる。）
3. 対象：交通系ICカード（totraやSuicaなど）利用者

## 「地域内交通」の一覧

### 清原さきがけ号
高齢化の進行や地域内スーパーの相次ぐ閉店などから、大型スーパーや病院、公共施設への利便性確保や公共交通充実の必要性に迫られ、宇都宮市の交通政策課と一体で、宇都宮市内の他地域にさきがけ、定時定路方式を採用
- 路線バス型、利用者の制限はない
- アサヒタクシー (栃木県)の9人乗りワゴン車で運行
- 地域住民で組織された「きよはら地域内公共交通運営協議会」が運営
- 料金は、1回150円、1か月定期券2,000円(税込み)、8枚つづり回数券1,000円(税込み)

#### さきがけ号の歴史
（出典：）
- 2006年(平成18年)12月　地域内交通実施地域(清原台1～6丁目、光ヶ丘)を決定[10]
- 2007年(平成19年)
  - 1月　清原地区の7つの自治会で運行計画や費用負担を検討
  - 7月　住民代表による運営協議会｢きよはら地域内公共交通運営協議会｣を設立
  - 8月に自治会単位の住民説明会を実施し、10月に運行事業者を決定。
- 2008年(平成20年)
  - 1月15日より試験運行を開始した。
  - 5月に宇都宮市地域公共交通会議を開催
  - 8月1日から本格運行を開始した[10]。
- 2009年(平成21年)10月1日からは停留所以外での自由乗降を実施[10]
- 2010年(平成22年)11月1日から運行ルート延伸、時刻表および定期料金見直し、9便→8便に減便[10]。
- 2012年(平成24年)7月には利用者5万人を達成した。
- 2013年(平成25年)4月1日より運行ルートの見直しと、8便→7便に減便実施[10]。
- 2023年（令和5年）8月28日 清原地区およびゆいの杜地区の経路を一部変更し、清原トランジットセンターへの乗り入れを開始。

#### 運行ルート（清原さきがけ号）
- 光ヶ丘入り口[12] → 清原地区市民センター（構内） → 清原トランジットセンター（清原地区市民センター前停留場） → 足利銀行東 → ミヤ健康クリニック → かましん（構内） → ヤマダ電機前（JRバス「ゆいの杜6丁目」バス停と共用） → 天目外科胃腸科 → ゆいの杜小学校南 → かましん（構内） → 足利銀行東 → 光ヶ丘入り口

### とよさとまほろば号
- デマンド型で、アサヒタクシーの福祉型車両NV200で受託運行
- 運広範囲は、豊郷地区全域及び福田屋ショッピングプラザ宇都宮店

歴史
- 2014年(平成26年)7月、豊郷地区豊かな郷づくり推進協議会内に「豊郷地区地域内交通検討委員会」を設置、先進地区の視察などを実施した。
- 2015年(平成27年)8月に「豊郷地区地域内交通運営委員会」を設置し、10月に運行計画の策定、11月に運行事業者の決定した。
- 2016年(平成28年)3月12日より試験運行開始し、2017年(平成29年)3月1日から本格運行へ移行した。

### ひらり号
- デマンド型で、泉タクシーが受託運行
- 運行範囲は、平石地区全域と河内エリア・宇都宮駅東エリア・石井エリア・清原エリアの主要施設

歴史
- 2013年(平成24年)2月、平石地区まちづくり協議会内に「平石地区地域内交通検討部会」を設置し、検討を開始。
- 2015年(平成27年)6月に「平石地区地域内交通運営協議会」を設置した。10月から11月に運行計画の策定や運行事業者を

決定した。
- 2016年(平成28年)3月1日より試験運行開始した。2017年(平成29年)3月1日から本格運行へ移行した。

### 篠井はるな号
- デマンド型で、泉タクシーのセダン型で運行
- 運行範囲は篠井地区全域、富屋地区及び日光市大沢地区の一部にある医療機関・スーパー・金融機関などの施設

歴史
- 2008年(平成20年)11月 篠井地区の地域まちづくり組織内に「地域内交通勉強会」を設置
- 2011年(平成23年)2月 運行計画の検討を開始し、6月に運営組織となる「篠井地域内交通運営協議会」を設置、運行計画を決定し、8月に運行事業者を決定した。11月4日より試験運行開始
- 2012年(平成24年)4月に前月実施のアンケート調査結果を元に目的施設の追加、運行時間の拡大を実施。11月1日から本格運行へ移行

### よこかわいきいき号
- デマンド型で、アサヒタクシーの日産NV200で運行。

歴史
- 2010年10月　横川地区の地域まちづくり組織内に「地域内交通勉強会」を設置
- 2012年12月1日より試験運行開始した。2013年12月1日から市内8番目の地域内交通として本格運行を開始[17]

### かみかわち愛のりユッピー号
- デマンド型で、泉タクシーのセダン型による運行。

歴史
- 2006年(平成24年)10月 上河内地域のまちづくり組織内に「上河内地域公共交通特別委員会」を設置、運行計画の検討を開始
- 2007年(平成25年)4月、運営組織となる「上河内地域内交通運営協議会」を設置し、6月に運行事業者を決定した。10月1日より試験運行開始した。
- 2008年(平成26年)10月1日から本格運行へ移行した。

### さぎそう河内号
- デマンド型で、アサヒタクシーが受託運行。

歴史
- 2013年(平成25年)10月 運営組織となる「河内地区地域内交通運営協議会」を設置、地域内交通の導入に係る自治会説明会の開催。11月に運行事業者の決定した。
- 2014年(平成26年)2月22日より試験運行開始、2015年(平成27年)4月1日から本格運行へ移行した。

### おでかけちゅんちゅん号
- デマンド型で、雀タクシーが受託運行。
- 運行範囲は、雀宮地域全域、壬生町、上三川町及び下野市の一部などにある施設

歴史
- 2011年(平成23年)7月、まちづくり組織内に地域内交通検討部会及びワーキンググループを設置し運行計画の検討を開始
- 2012年(平成24年)6月に地域説明会の実施、10月に ｢雀宮地域地域内交通運営委員会｣の設立
- 2013年(平成25年)3月に運行計画の策定し、5月に運行事業者を決定した。9月14日より試験運行開始した。
- 2014年(平成26年)10月から本格運行を開始。
- 2015年(平成27年)4月より福祉型車両へ変更した。

### わくわくとみや号
- デマンド型で、泉タクシーのセダン型で運行

歴史
- 2012年(平成24年)4月 運営組織となる「富屋地域内交通推進協議会」を設置し、5月に運行計画の決定。6月には運行事業者を決定した。11月4日より試験運行開始した。2013年(平成25年)11月1日から本格運行へ移行

### くにもとふれあい号
- デマンド型で、泉タクシーが受託運行
- 運行範囲は、国本地区全域、宇都宮環状線周辺及び富屋地区の一部にある施設

歴史
- 2010年(平成22年)12月に運営組織となる「国本地域内交通推進協議会」を設置し、運行計画の検討を開始。
- 2011年(平成23年)6月に運行計画を決定し、7月に運行事業者を決定した上で、10月11日より試験運行開始。
- 2012年(平成24年)4月に前月のアンケート結果をもとに目的施設の追加、運行時間の拡大、運行車両数の見直しを実施した。6月に地域公共交通会議の開催し、10月1日より本格運行へ移行した。

### みずほの愛のり号
- デマンド型

歴史
- 2009年(平成21年)7月に瑞穂野地区まちづくり協議会内に地域内交通部会を設置した。
- 2011年(平成23年)1月に運行事業者を決定し、3月29日より試験運行を開始した。10月には運行車両の変更と目的地の追加を実施した。
- 2012年(平成24年)4月1日から本格運行へ移行

### 城山孝子号
- デマンド型で、関東交通が受託運行
- 運行範囲は、大谷方面（城山地区市民センター、駒生営業所等）、明保エリア（鷲谷病院等）、鹿沼エリア（上都賀病院、JR鹿沼駅、東武新鹿沼駅等）

歴史
- 2009年(平成21年)
  - 7月 城山地区コミュニティ協議会地域内交通部会において、城山西部地区において地域内交通の検討を進めることを決定
  - 8月 古賀志町地域内交通検討委員会を設置
- 2010年(平成22年)8月に運行事業者を決定し、12月1日「古賀志孝子号運営協議会」設置、試験運行を開始
- 2011年(平成23年)4月に2月実施のアンケート結果を元に土曜日運行などの運行計画の見直した。6月にもアンケート調査の実施し運行計画の見直した。
  - 9月 運行計画の見直し（運行本数の圧縮等）、地域公共交通会議の開催
  - 12月1日から、「古賀志孝子号」を本格運行に移行した。
- 2018年（平成30年）3月10日 対象エリアを城山地区全体に拡大、「城山孝子号」に改称

### 板戸のぞみ号
- デマンド型で、関東交通のセダン型で運行（通常は1台で利用者が多いときは車両を追加して対応）[25]
- 運行範囲は、板戸地域全域と宝積寺駅周辺、高根沢町光陽台・宝石台周辺、清原テクノポリスセンター周辺、関東自動車柳田車庫周辺

歴史
- 1985年(昭和60年)に国鉄バス（現在のジェイアールバス関東宇都宮支店）の路線バスが廃止され、以降地域には公共交通はなかった[25]
- 2008年(平成20年)11月 板戸町地域内公共交通検討委員会を設立
- 2009年(平成21年)2月に運行事業者を決定し、4月15日より試験運行開始した。2010年(平成22年)4月1日から本格運行開始。

### 清南スマイル号
- デマンド型で、アサヒタクシーが受託運行
- 目的地の範囲は、清原地区全域および周辺の施設バス停やクリニック、真岡市の井頭公園･井頭温泉。

歴史
- 2016年(平成28年)4月に鐺山町自治会で地域内交通の取組に関する勉強会の開催し「清原南部デマンド交通検討委員会」を設置。12月に運行計画の策定。
- 2017年(平成29年)2月に「清原南部デマンド交通運営協議会」を設置し、3月に運行事業者の決定し、6月より試験運行開始。

### 石井地区
- 石井地区を南北に貫く新4号バイパスを境に東西地域に分け、住宅の多い西側地域は定時定路運行のぐるっと石井号、住宅が点在の東側地域はデマンド運行のスマイル石井号によりそれぞれ分けての運行。2020年4月1日から2021年3月31日までは試験運行。

- 歴史
2016年6月 LRT導入等を見据えて石井地区公共交通検討委員会設立
2019年3月 関東自動車や宇都宮タクシー事業者協議会と意見交換会
2019年8月 石井地区公共交通運営委員会設立
2019年12月 運行事業者制定
2020年4月1日 試験運行開始（同日の時刻改正によって、ぐるっと石井号と運行区間が重なる関東自動車卸団地循環線の日中の運行が取りやめとなった）

#### ぐるっと石井号
- 定時定路型（ベルモールを起終点とし、一方向のみ循環）で、アサヒタクシー運行[28]。
- 1回150円（小学生は100円、保護者同伴の未就学児は無料）
- 9時から18時まで1時間間隔で1日10便。年始の1月1日 - 3日のみ運休
- 利用者の制限はない

#### スマイル石井号
- デマンド型で、泉タクシーのユニバーサルデザイン車両による運行[29]

### あの町この町号
市西部の姿川地区内の明保地域で、2023年（令和5年）6月4日より試験運行。名前の由来は、明保地域内の野口雨情旧居で最晩年を過ごした野口雨情が作詞した童謡、あの町この町から。
- 明保地域コミュニティセンターを起点とし地域内を巡回する定時定路型で、有限会社陽西タクシーによる運行である[30]。
- 1日8便（午前9時～午後5時まで、12時台を除き1時間間隔。）で、年末年始を含め毎日運行される。
- 1回150円（小学生100円、障害者80円、保護者同伴の未就学児は無料）
- 利用者の制限はない

歴史
- 2017年（平成29年）
  - 6月：民生委員による単身高齢者への聞き取り調査（通院・買い物時の利用施設、利用頻度、移動手段について）
  - 11月〜：勉強会を開催
  - 12月：勉強会組織より生活交通の必要性についてビジョン策定委員会に報告
- 2019年（平成31年/令和元年）
  - 2月：地域内交通先進地の清原地区（清原さきがけ号）を視察
  - 9月：自治会説明会の開催（三の沢北、三の沢西、羽黒台）
- 2020年（令和2年）　
  - 2月：交通政策推進等会議の実施、検討組織の設置
  - 7月：第1回アンケート調査の実施（移動需要）
- 2021年（令和3年）4月～：運行概要・運行ルート案の検討、交通事業者等と協議
- 2022年（令和4年）3月：第2回アンケート調査の実施（利用意向）、運行ルート案の運行診断実施
- 2023年（令和5年）
  - 1月：運営組織（明保地区公共交通運営委員会）の設立、運行計画の策定
  - 2月：運行事業者の選定（有限会社陽西タクシー）
  - 3月：地域公共交通会議の開催、国への許可申請
  - 6月4日：試験運行開始